# Aeropuerto Internacional Jorge Wilstermann
Aeropuerto Internacional Jorge Wilstermann is een van de drie internationale luchthavens in Bolivia. De luchthaven is gelegen in Cochabamba, de derde stad van Bolivia en is genoemd naar Jorge Wilstermann, een beroemde Boliviaanse piloot. Het vliegveld ligt op een hoogte van 2548 meter en heeft twee asfalt start- en landingsbanen. 

## Bestemmingen

### Nationaal
| Vliegmaatschappij        | Bestemmingen                                                                                |
| ------------------------ | ------------------------------------------------------------------------------------------- |
| Amaszonas                | La Paz, Santa Cruz de la Sierra                                                             |
| Boliviana de Aviación    | Cobija, La Paz, Santa Cruz de la Sierra, Sucre, Tarija, Trinidad                            |
| EcoJet                   | Cobija, Guayaramerín, Riberalta, Santa Cruz de la Sierra, Sucre, Trinidad                   |
| Transporte Aéreo Militar | Cobija, Guayaramerín, La Paz, Riberalta, Santa Cruz de la Sierra, Tarija, Trinidad, Yacuíba |

### Internationaal
| Vliegmaatschappij     | Bestemmingen                                    |
| --------------------- | ----------------------------------------------- |
| Boliviana de Aviación | Buenos Aires (Argentinië), São Paulo (Brazilië) |